# Peter Christian Lund
Peter Christian Lund (født 25. oktober 1814 i København, død 3. november 1891 Onsbjerg, Samsø) var en dansk læge og tidlig pioner indenfor studiet af sygdomsoverførelser mellem mennesker og dyr. Han var den sidste læge på Samsø Karantænestation på Kyholm fra august 1853 til april 1855. Den havde til formål at beskytte Danmark mod kolera. Alle skibe med mistanke om kolera skulle ligge 10 dage ved karantænestationen, til Lund havde godkendt skibets mandskab. 
P C  Lund var søn af bødkermester Rasmus Jessen Lund og blev student fra Metropolitanskolen i 1833. Lægeeksamen 1841 (cand.med. et chir.), kom til Marstal i 1842, blev overskibslæge i 1846 og bosatte sig på Samsø i 1853.

## Tuberkulose-forsøg
Først i 1880'erne blev det klart, at tuberkulose var en smitsom sygdom, men præcist hvordan den smittede, var ikke kendt, og det varede længe ifør man forstod, at sygdommen kunne overføres mellem mennesker og dyr fx med inficeret komælk.  Men allerede i 1865 havde Lund undersøgt smittemuligheder mellem dyr og mennesker, da han systematisk gav sin yngste søn mælk fra en ko med tuberkulosebetændelse. I 1879 blev hans forsøg beskrevet i det medicinske tidsskrift "Nordiskt Medicinskt Arkiv" vol. 11. 
"The milk was taken from a wretched, meagre cow, continually coughing and suffering from inflammation of the lungs. The subject of the experiment was Dr. Lund's youngest son, a healthy, well-made boy. The baby was fed with milk from the said cow from February, 1865, to November of the same year; and from November, 1865, to August, 1867, the child was fed with the milk of another similar cow.' The result of the experiment is described as follows: — 'When eight months old, scrofulous conjunctivitis appeared in the child, which still continued when Dr. Lund wrote his report. In Dr. Lund's opinion the disease could only be rationally accounted for by reference to the diseased milk."
Opdagelsen blev gengivet i tidsskriftet "Zoophilist" (April, 1884, p. 284.)
At udføre medicinske forsøg på dyr og egne børn var meget kontroversielt i samtiden, og Lunds forsøg med sin nyfødte dreng indgik i en større international høring i 1903 om vivisektion - forsøg på levende dyr - skulle være tilladt. 
Efter forsøget var offentliggjort argumenterede Lund for, at Danmarks samlede kvægbestand burde undersøges for tuberkulose, og ved sin død skrev tidsskriftet "Bibliotek for Læger" i 1892:
"Lund viste sig herved paa et tidligt Tidspunkt, der iøvrigt faldt sammen med Willemuis og andre Forsøg med Tuberkulinindpodning paa Dyr at have Forstaaelse af den Betydning, Kvægets Tuberkulose kan have for Sygdommens Udbredelse i Folket, og foreslog en almindelig Undersøgelse af Landets Kvægbestand for Tuberkulose. Ogsaa i andre Henseender var han en Mand med originale Anskuelser og større Overblik end de fleste" 
I Samsø Avis skrev ved hans død:
"Lund var en meget ejendommelig mand, særdeles velbegavet, kundskabsrig og meget belæst. Da han gerne udtalte sine ofte meget egne og særlige Meninger, Anskuelser og Domme uforbeholdent og i en skarp, undertiden bitter og ironisk Form, stødte han ofte, men bag den tilsyneladende haarde Skal og trods de ofte skarpe og bitre Ord, slog der et varmt Hjerte i ham." 